# Врубле-Арцишево
Врубле-Арцишево (пол. Wróble-Arciszewo) — село в Польщі, у гміні Колаки-Косьцельні Замбровського повіту Підляського воєводства.
Населення — 64 особи (2011).
У 1975-1998 роках село належало до Ломжинського воєводства.

## Демографія
Демографічна структура станом на 31 березня 2011 року:
|          | Загалом | Допрацездатний вік | Працездатний вік | Постпрацездатний вік |
| -------- | ------- | ------------------ | ---------------- | -------------------- |
| Чоловіки | 28      | 4                  | 19               | 5                    |
| Жінки    | 36      | 9                  | 14               | 13                   |
| Разом    | 64      | 13                 | 33               | 18                   |